# Efferia nigripes
Efferia nigripes este o specie de muște din genul Efferia, familia Asilidae. A fost descrisă pentru prima dată de Macquart în anul 1850.
Este endemică în Bolivia. Conform Catalogue of Life specia Efferia nigripes nu are subspecii cunoscute.